# Brincke (zámek)
Zámek Brincke je bývalý vodní hrad v Borgholzhausenu v Severním Porýní-Vestfálsku. Je v soukromém vlastnictví.

## Historie
Byl postaven ve 13. století a poprvé zmíněn v roce 1351. Staviteli byli páni z Brincke. Po roku 1439 byl ve vlastnictví rodiny z Kerssenbrocku. 
V letech 1674-1675 byl přestavěn. 
Ferdinand z Kerssenbrocku 1754 zdědil jméno bratrance Friedricha Ferdinanda a zval se Freiherr von Korff genannt Schmiesing-Kerssenbrock; jeho potomek Clemens August byl povýšen v roce 1816 na hraběte. Hrabata z Korff gennant Schmiesing-Kerssenbrock-Praschma vlastní zámek Brincke stále.
Současný zámek byl postaven v 17. století a je obklopen dvojitým příkopem. Patří k němu hospodářské budovy a neorománská kaple. 

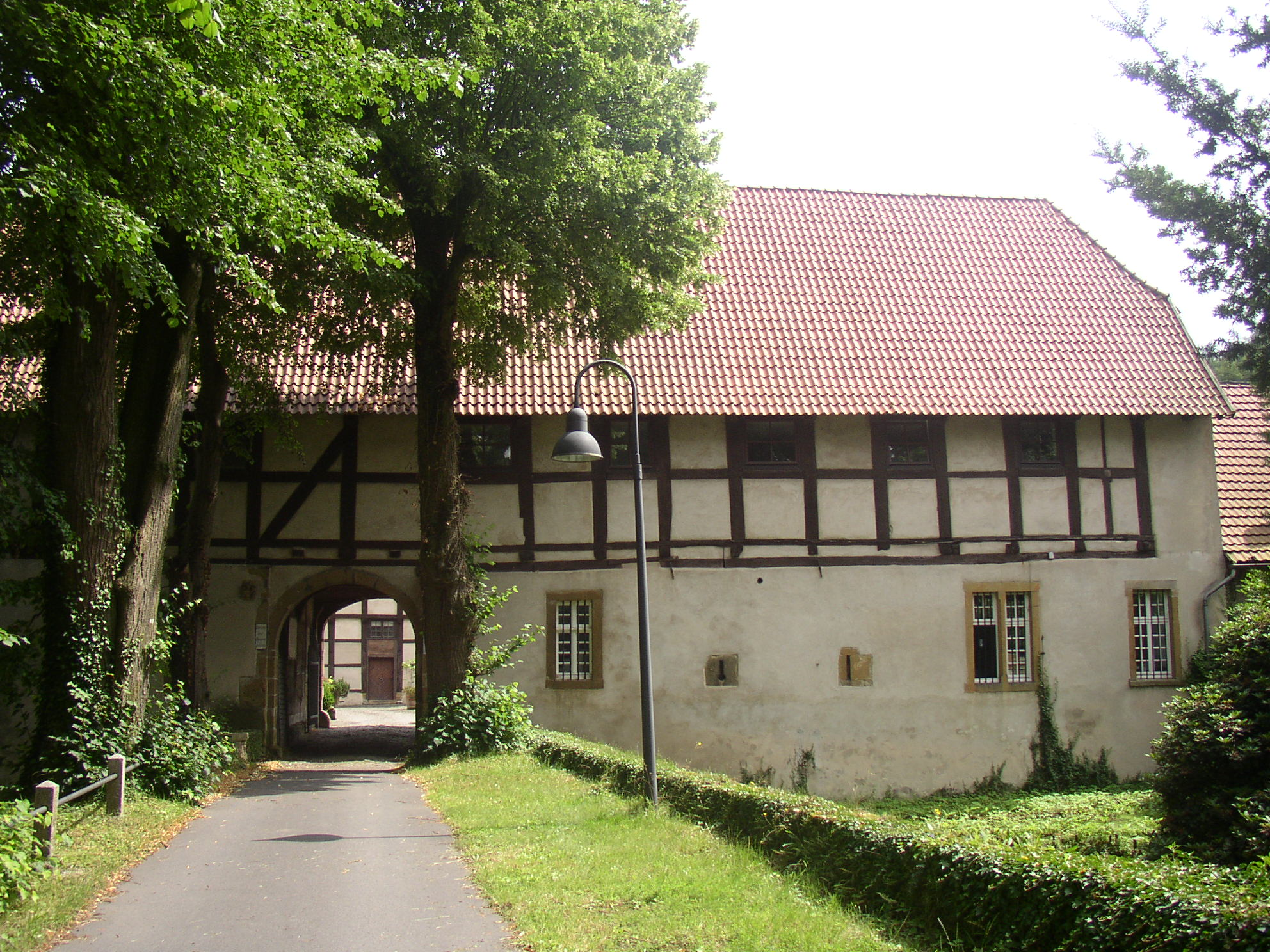
Brána
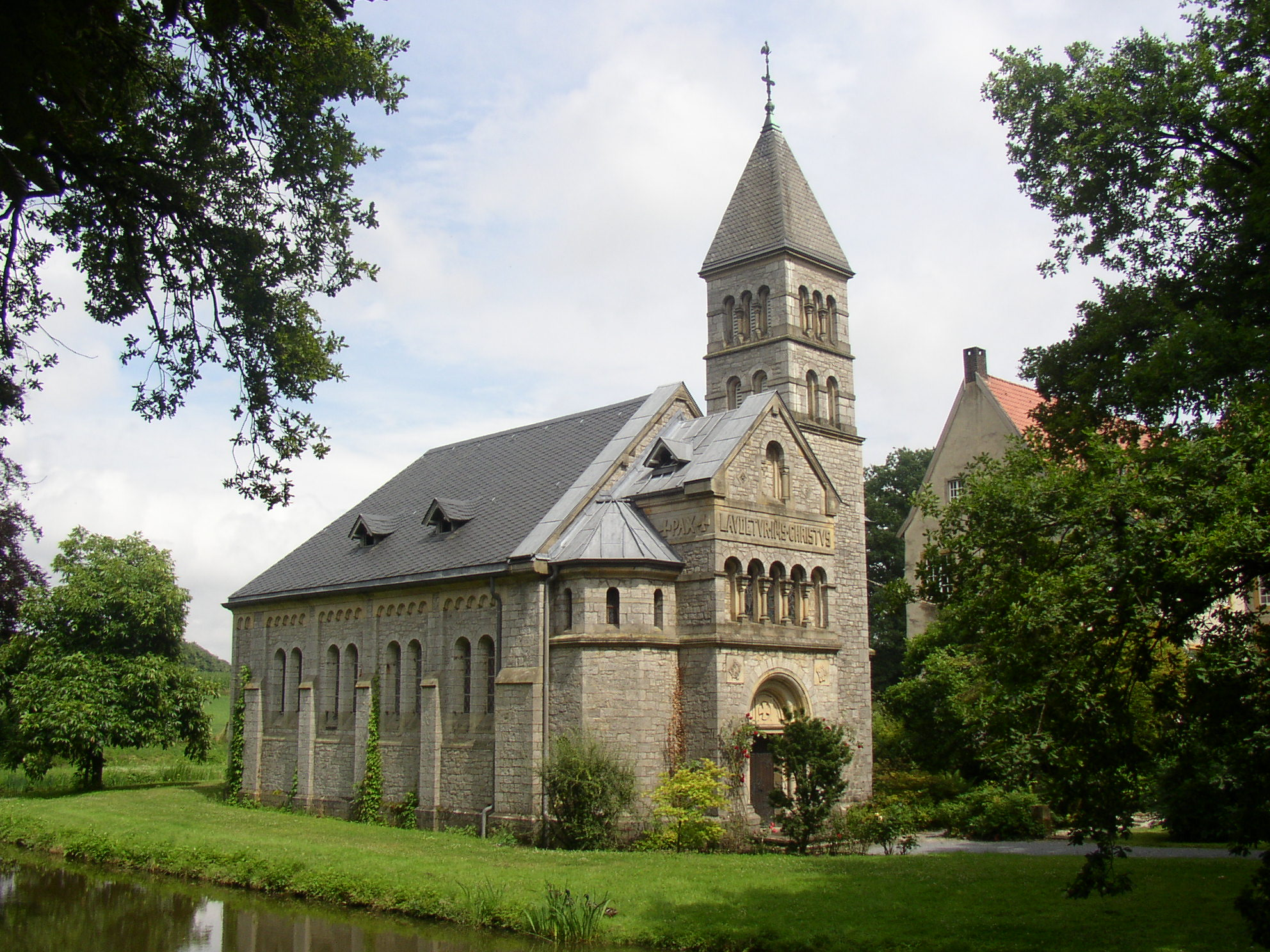
Kaple
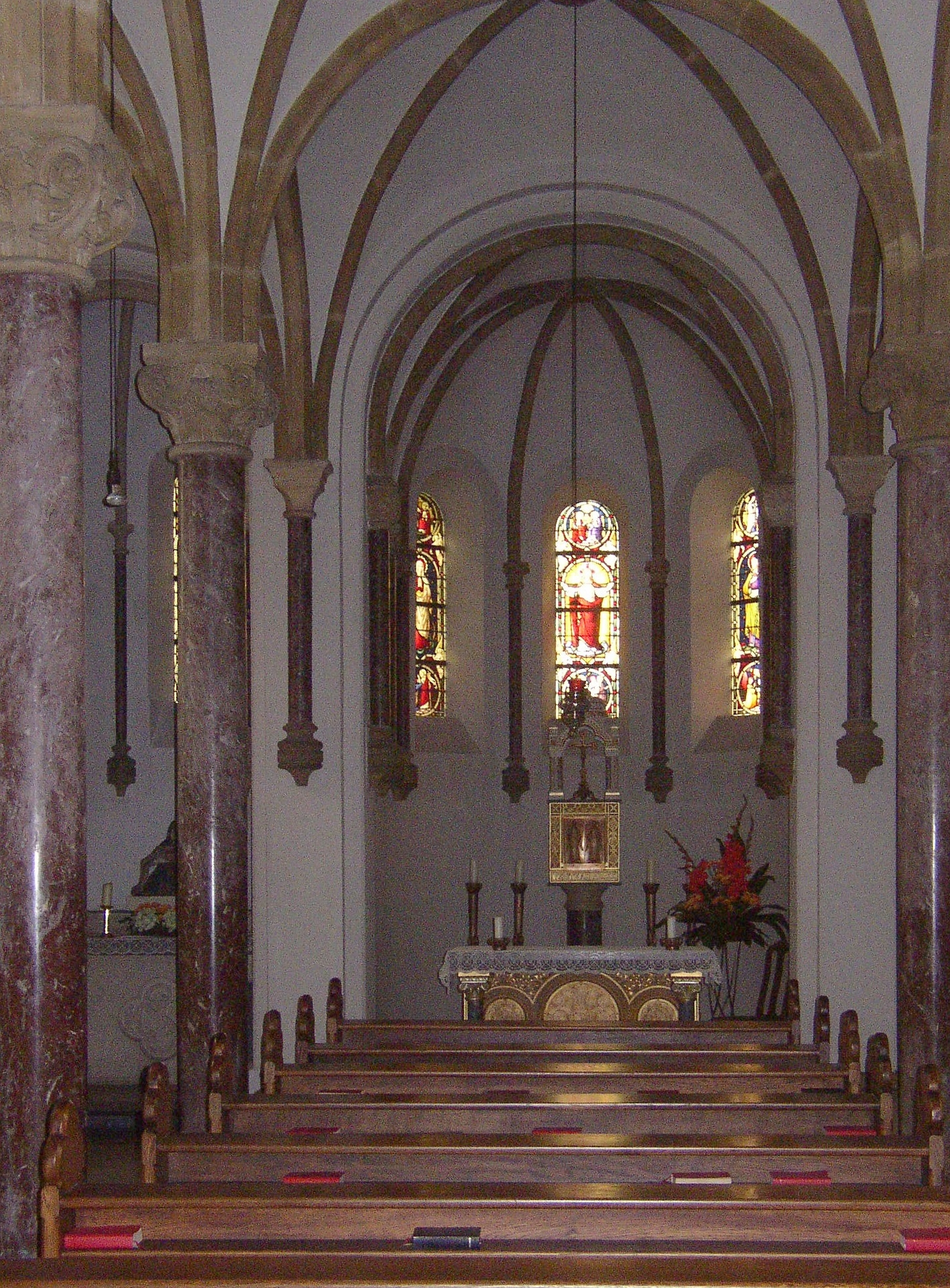
Kaple